# ロータス・92
ロータス・92 (Lotus 92) は、チーム・ロータスが1983年のF1世界選手権参戦用に開発したフォーミュラ1カーで、F1マシンとして初めてアクティブサスペンションを搭載した。
基本的に92はナイジェル・マンセルが使用し、8レースのみ出場した。エリオ・デ・アンジェリスはルノーエンジン搭載の93Tを使用したが、スペアカーとして持ち込まれた92に乗車することもあった。
シーズン後半には、両ドライバーともルノー・ゴルディーニ製ターボエンジン、パッシブサスペンションの94Tに乗り換えた。

## 概要
前年の91をベースに開発された92は、ロータスにとって1967年以来17年間に渡って協力関係にあったフォード・コスワース・DFVエンジンを搭載する最後のマシンとなった。前年より他チームで搭載され勝ち始めていたターボエンジン勢に対して、フォード・コスワースエンジンは出力不足であったが、92は創立者コーリン・チャップマンの生前から開発が始められた、油圧アクティブサスペンションを装備していた。ただし、アクティブサスペンションはマンセルの92/10のみ、しかも第3戦フランスGPから旧来のパッシブサスペンションに変更された。
アクティブサスペンションのコンセプトはロータスのエンジニアにとって初めてではなかった。ロードカーのエスプリとエクセルをベース車両として、アクティブサスペンションを試作したことがあったからである。
92の成績は振るわず、マンセルのドライブで8戦を走り、リタイア4回、獲得ポイントは1だった。ブラジルGP決勝にはデ・アンジェリスもスペアカーの92で出走したが、予選と決勝レースで異なるメーカーのエンジンを使用したことがレギュレーション違反となり失格となった（予選はルノー・ゴルディーニ、決勝はフォード・コスワース）。

## F1における全成績
(key) （太字はポールポジション）
| 年     | エンジン                     | タイヤ | ドライバー               | 1   | 2   | 3    | 4   | 5    | 6    | 7   | 8    | 9   | 10  | 11  | 12  | 13  | 14  | 15  | ポイント |
| ------ | ---------------------------- | ------ | ------------------------ | --- | --- | ---- | --- | ---- | ---- | --- | ---- | --- | --- | --- | --- | --- | --- | --- | -------- |
| 1983年 | フォード・コスワース・DFV V8 | P      |                          | BRA | USW | FRA  | SMR | MON  | BEL  | USE | CAN  | GBR | GER | AUT | NLD | ITA | EUR | RSA | 1        |
| 1983年 | フォード・コスワース・DFV V8 | P      | ナイジェル・マンセル     | 12  | 12  | Ret. | 12  | Ret. | Ret. | 6   | Ret. |     |     |     |     |     |     |     | 1        |
| 1983年 | フォード・コスワース・DFV V8 | P      | エリオ・デ・アンジェリス | DSQ |     |      |     |      |      |     |      |     |     |     |     |     |     |     | 1        |